# Bogen fra Armagh
Bogen fra Armagh (Book of Armagh eller Codex Ardmachaus – ar eller 61 ) også kendt som Canon of Patrick .
Bogen fra Armagh er et gælisk-irsk manuskript fra det 9. århundrede, hovedsageligt skrevet på latin, og med nogle af de ældst bevarede passager i 'Ældre Irsk' (Hiberno-Latin) .
Manuskriptet er nu hos biblioteket for Trinity College (MS 52) .
I Bogen fra Armagh er bevaret store dele af Det Nye Testamente, produceret i kirkerne i det britiske ø-rige .

## Historie
Manuskriptet anses af de fleste at have tilhørt Skt. Patrick, og at dele af manuskriptet stammer fra hans hånd .
I dag er manuskriptets første del daterbar til 807-808, skrevet af Ferdomnach af Armagh (? – 845/846).
Ferdomnach skrev sin del for Skt. Patricks kirkelige arvtager Torbach, comarba . Ferdomnach havde yderligere to assistenter der bidrog til manuskriptet.
Bevaringen af manuskriptet
Gennem middelalderens havde bogen en stor værdi, som et af symbolerne der hørte til ærkebiskoppen af Armagh.
Bevarelsen og beskyttelsen af manuskriptet var et anset ansvar.
Slægten MacMoyre, fra egnen Ballymoyer nær Whitecross i landsdelen Armagh, havde denne bestilling indtil sent i d. 17. århundrede.
I 1707 tilførtes ejerskabet Brownlow familien fra Lurgan, og i 1853 til antikvaren Biskop Dr. William Reeves.
Han videresolgte samme år til John George de la Poer Beresford, ærkebiskop af Armagh, som gav bogen til Trinity College.

## Manuskriptet
Bogen måler 195 x 145 mm .
Der er 221 styk folio af kalveskindspergament (velin).
Teksten er skrevet i to kolonner i en distinkt fin insular minuscule stil .
I manuskriptet er der 4 små billedillustrationer, hver forestillende symbolet for en af de 4 evangelister .
Midt i bogen forekommer senere indføjede dokumenter, 'notulae' og 'addimenda' . (Se nedenfor)
Enkelte bogstaver findes farvet i rød, gul og grøn .
En taske af forarbejdet læder menes at have fulgt med manuskriptet fra gammel tid .

## Teksten
Manuskriptet indeholder 3 dele:

### Beretninger om Skt. Patrick
Beretningerne om Skt. Patrick omfatter,
- En redegørelse for Skt. Patricks møde med en engel . Teksten er blevet dateret til ca. 640-667 .
- To tekster henholdsvis forfattet af Muirchu Maccu Machteni ca. 690 og Tírechán ca. 670 .
- Confessio af Skt. Patrick .
- Andre notulae og additamenta, som senere er tilføjet manuskriptet . Nogle af disse er i Hiberno-Latin, og de tidligste bevarede hele tekststykker heraf .

Ældre glosseringer i Hiberno-Latin kendes fra det europæiske kontinent .
Oversigt
- Muirchu, Vita sancti Patricii .
- Tírechán, Collectanea .
- notulae og additamenta, i latin og Hiberno-Latin om Skt. Patricks gerninger, charter-lignende dokumenter .
- Liber Angeli, 'Engelens bog' (Ferdomnach) .
- Skt. Patrick, Confessio stærkt forkortet (Ferdomnach) .

### Det Nye Testamente
Manuskriptet har betydelige dele af Det Nye Testamente, baseret på
Biblia Vulgata (o.382~405), men med karakteristiske
variationer for det britiske ørige .
Oversigt
- Forord til det Nye Testamente
- Tolkning af hebræiske navne
- Evangelierne af Matthæus, Markus, Johannes og Lukas
- Apostlenes gerninger
- Epistler af Paulus, indbefattende Epistel til Laodikeia
  - med forord, hovedsageligt af Pelagius
- Epistler af Jakob den Ældre,
- Epistler af Peter,
- Epistler af Johannes
- Judasbrevet
- Johannes' åbenbaring
- Hieronymus, Brev til Damasus
- Eusebius, Den eusebiske kanon

### Sankt Mortens gerninger
Sidste del er Sankt Mortens gerninger, af Sulpicius Severus (? – 420/425) .

## Eksterne links
- Joseph Dunn, "The Book of Armagh." Catholic Encyclopedia